# Grupy armii III Rzeszy

Grupy armii III Rzeszy (Armeegruppen) – większe niemieckie oddziały wojskowe, tworzone w czasie II wojny światowej. Składały się zazwyczaj z pułku łączności i 2-6 armii, a także innych, pomniejszych oddziałów, np. grup armijnych, pancernych, itp. Część z nich utworzono w sposób zaplanowany (np. Grupa Armii B), inne tworzono z rozbitych oddziałów znajdujących się na danym terytorium (np. Grupa Armii Kurlandia) lub z powodu zmiany miejsca areny walk (Grupa Armii Wisła).

## Spis niemieckich grup armii
- Grupa Armii A (Heeresgruppe A)
- Grupa Armii B (Heeresgruppe B)
- Grupa Armii C (Heeresgruppe C)
- Grupa Armii D (Heeresgruppe D)
- Grupa Armii E (Heeresgruppe E)
- Grupa Armii F (Heeresgruppe F)
- Grupa Armii G (Heeresgruppe G)
- Grupa Armii H (Heeresgruppe H)
- Grupa Armii Afryka (Heeresgruppe Afrika)
- Grupa Armii Don (Heeresgruppe Don)
- Grupa Armii Kurlandia (Heeresgruppe Kurland)
- Grupa Armii Ostmark (Heeresgruppe Ostmark)
- Grupa Armii Północ (Heeresgruppe Nord)
- Grupa Armii Północna Ukraina (Heeresgruppe Nordukraine)
- Grupa Armii Południe (Heeresgruppe Süd)
- Grupa Armii Południowa Ukraina (Heeresgruppe Südukraine)
- Grupa Armii Środek (Heeresgruppe Mitte)
- Grupa Armii Wisła (Heeresgruppe Weichsel)